# Fort de Seclin

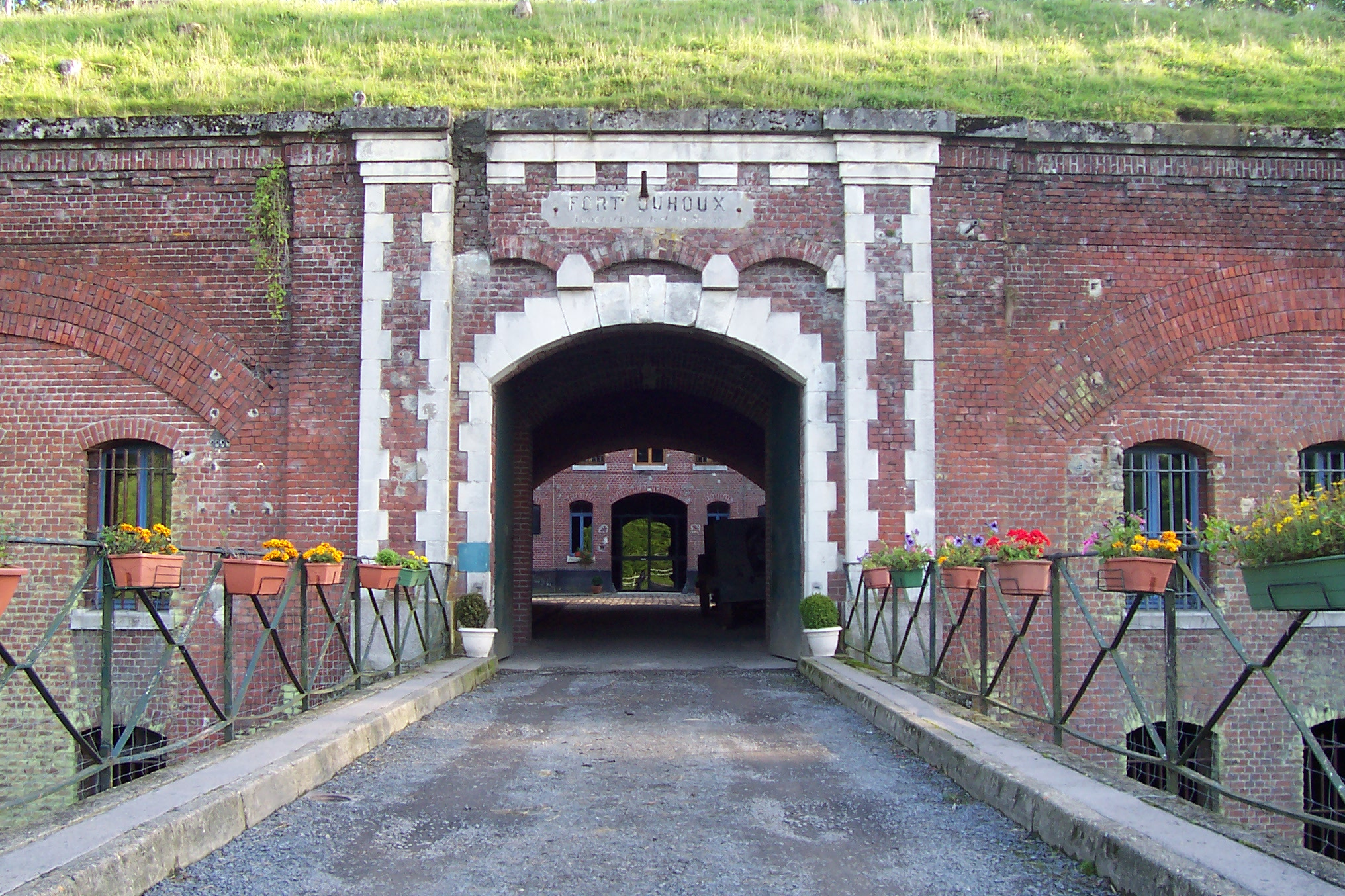
Eingang zum Fort

Das Fort de Seclin, (kurzzeitig auch Fort Duhoux) genannt, ist ein halb unterirdisches Fort in Seclin, das Teil eines Gürtels von Forts war, die Lille umgaben.

## Benennung
Ursprünglich war es Fort de Seclin benannt. Per Präsidialdekret vom 21. Januar 1887 setzte der Kriegsminister Georges Boulanger um, dass alle Forts, befestigte Artillerieanlagen und Kasernen des Système Séré de Rivières die Namen von ehemaligen Militärkommandanten zu tragen haben, weswegen das Fort dann den Namen Fort Duhoux nach dem Revolutionsgeneral Charles François Duhoux erhielt. Am 13. Oktober 1887 wurde das vom Nachfolger Boulangers, Théophile Ferron, mit der Note n° 14980 vom gleichen Datum rückgängig gemacht und das Fort erhielt seinen ursprünglichen Namen zurück.

## Geschichte
Im Deutsch-Französischen Krieg wurden im Herbst 1870 die französischen Armeen innerhalb weniger Wochen besiegt und Kaiser Napoléon III. gefangen genommen. Frankreich führte jedoch als Republik den Krieg weiter und war erst nach einer ausgedehnten Belagerung von Paris im Frühjahr 1871 zum Frieden von Frankfurt bereit.
Nach dem Kriegsende entstand in Frankreich ein massiver Revanchismus. Vor diesem Hintergrund wurden über 400 Forts und andere Verteidigungsanlagen gebaut. Der Krieg hatte gezeigt, dass das neue französische Mitrailleuse-Maschinengewehr eine furchtbare Waffe war, die große Mengen an Feinden in Schach halten bzw. bei einem Angriff niedermähen konnte.
Die Befestigung um Lille système Séré de Rivières wurde zwischen 1873 und 1875 gebaut. Das Fort von Seclin hatte eine Gebäudefläche von etwa 5 Hektar (50.000 m²) auf einem Gelände von 17 Hektar. Es enthielt eine Bäckerei, ein Krankenhaus sowie Platz für 1000 Soldaten und einige Pferde.
Ab etwa 1890 verbreiteten sich Brisanzgeschosse. Sie hatten eine deutlich größere Zerstörungswirkung als die davor verwendeten Artilleriegeschosse. Das Fort wurde nicht an die Weiterentwicklung angepasst oder – wie andere Forts – mit Betonarmierungen verstärkt.
1914 wurde das Fort von einem bayrischen Regiment besetzt und am 17. Oktober 1918 wurde das Fort von Engländern besetzt.
Im Rahmen des Westfeldzuges im Mai und Juni 1940 wurde das Fort von der Wehrmacht besetzt. Am 7. Juni 1944 wurden sieben Résistance-Mitglieder im Fort hingerichtet.
1989 wurde das Fort offiziell demilitarisiert und 1996 an eine Privatperson verkauft. Heute ist es das einzige Verteidigungsfort bei Lille in einem sehr guten Erhaltungszustand.

## Hingerichtete Personen im Jahr 1944
Diese Tabelle ist eine Auflistung der erschossenen / hingerichteten Personen im Fort de Seclin. Die Tabelle erhebt keinen Anspruch auf Vollständigkeit.
| Name                       | Ref.   | Geburtsjahr/-ort                                             | Sterbejahr/-ort Todesursache         | Beruf                                                | Anmerkungen                                                                                             | Genaues Todesdatum | Foto |
| -------------------------- | ------ | ------------------------------------------------------------ | ------------------------------------ | ---------------------------------------------------- | --- | ------------------ | ---- |
| Moise Baert                | [ 3 ]  | 1924 in Roubaix (Nord)                                       | 1944 im Fort de Seclin, hingerichtet | kommunaler Angestellter                              | FTPF | 1944-08-17         |      |
| Rüdiger Birnbaum           | [ 4 ]  | 1921 in Rosport-Mompach, Grevenmacher, Steinheim (Luxemburg) | 1944 im Fort de Seclin, hingerichtet |                                                      | | 1944-06-20         |      |
| Pierre Brixy               | [ 5 ]  | 1919 in Bully-les-Mines (Pas-de-Calais)                      | 1944 im Fort de Seclin, hingerichtet |                                                      | FTPF | 1944-08-07         |      |
| Marcel Bultez              | [ 6 ]  | 1924 in Waziers (Nord)                                       | 1944 im Fort de Seclin, hingerichtet |                                                      | Gruppe Louise de Bettignies                                                                             | 1944-07-11         |      |
| Arthur Camberlein          | [ 7 ]  | 1892 in Marquette (Nord)                                     | 1944 im Fort de Seclin, hingerichtet | Maurer                                               | FTPF | 1944-08-16         |      |
| Paul-Élie Casanova         | [ 8 ]  | 1917 in Bastia (Korsika)                                     | 1944 im Fort de Seclin, hingerichtet | Militärangehöriger                                   | BOA | 1944-08-07         |      |
| Désiré Caus                | [ 9 ]  | 1899 in Tressin (Nord)                                       | 1944 im Fort de Seclin, hingerichtet |                                                      | S.O.E. - Section F – Gruppe Buckmaster – Réseau Sylvestre Farmer, FFC                                   | 1944-08-17         |      |
| Henri Chaussois            | [ 10 ] | 1914 in Calais (Pas-de-Calais)                               | 1944 im Fort de Seclin, hingerichtet | Elektriker                                           | FTPF | 1944-08-16         |      |
| Eugène Chimot              | [ 11 ] | 1922 in Wassigny (Aisne)                                     | 1944 im Fort de Seclin, hingerichtet | Former                                               | FTPF | 1944-06-20         |      |
| Alfred Cousin              | [ 12 ] | 1914 in Fretin (Nord)                                        | 1944 im Fort de Seclin, hingerichtet |                                                      | | 1944-08-16         |      |
| Édouard Dannel             | [ 13 ] | 1908 in Fenain (Nord)                                        | 1944 im Fort de Seclin, hingerichtet |                                                      | FTPF | 1944-08-16         |      |
| Charles Defresnes          | [ 14 ] | 1923 in Péronnes-lez-Binche (Belgien)                        | 1944 im Fort de Seclin, hingerichtet | Postbote                                             | FTPF, FFI                                                                                               | 1944-06-20         |      |
| Paul Delécluse             | [ 15 ] | 1910 in Anstaing (Nord)                                      | 1944 im Fort de Seclin, hingerichtet | SNCF-Mitarbeiter                                     | Voix du Nord, Réseau Alliance, Réseau Gloria SMH, Liberation-Nord, Réseau Sylvestre-Farmer, Ascq-Gruppe | 1944-06-07         |      |
| André Delepierre           | [ 16 ] | 1898 in Poperhinghe (Belgien)                                | 1944 im Fort de Seclin, hingerichtet | Chauffeur                                            | FTPF | 1944-08-16         |      |
| Georges Delmotte           | [ 17 ] | 1924 in Boussois (Nord)                                      | 1944 im Fort de Seclin, hingerichtet | Montagearbeiter                                      | FTPF | 1944-06-20         |      |
| Auguste Demaretz           | [ 18 ] | 1901 in Marles-les-Mines (Pas-de-Calais)                     | 1944 im Fort de Seclin, hingerichtet |                                                      | FTPF | 1944-07-04         |      |
| Daniel Depriester          | [ 19 ] | 1914 in Ascq (Villeneuve-d'Ascq, Nord)                       | 1944 im Fort de Seclin, hingerichtet | SNCF-Mitarbeiter                                     | Voix du Nord                                                                                            | 1944-06-07         |      |
| Robert Deschamps           | [ 20 ] | 1901 in Paris                                                | 1944 im Fort de Seclin, hingerichtet | Tabakhändler                                         | Réseau Action 40                                                                                        | 1944-08-17         |      |
| Oscar Desmaretz            | [ 21 ] | 1923 in Lewarde (Nord)                                       | 1944 im Fort de Seclin, hingerichtet |                                                      | FTPF | 1944-08-07         |      |
| Louis Dick                 | [ 22 ] | 1897 in Bischwiller (Haut-Rhin)                              | 1944 im Fort de Seclin, hingerichtet | Industriedesigner, Zeichner                          | Mitglied des Cohors-Asturias Intelligence Network (BCRA)                                                | 1944-06-15         |      |
| Maurice Druart             | [ 23 ] | 1920 in Meaux (Seine-et-Marne)                               | 1944 im Fort de Seclin, hingerichtet |                                                      | FTPF | 1944-06-20         |      |
| Maurice Dumortier          | [ 24 ] | 1919 in Herseaux (Belgien)                                   | 1944 im Fort de Seclin, hingerichtet |                                                      | | 1944-07-11         |      |
| Gilbert Dupied             | [ 25 ] | 1921 in Lille (Nord)                                         | 1944 im Fort de Seclin, hingerichtet | Arbeiter                                             | | 1944-08-16         |      |
| Jean Duquene               |        |                                                              | 1944 im Fort de Seclin, hingerichtet |                                                      | | 1944-00-00         |      |
| Léon Duquenoy              | [ 26 ] | 1913 in Sallaumines (Pas-de-Calais)                          | 1944 im Fort de Seclin, hingerichtet |                                                      | | 1944-08-17         |      |
| Henri Gallois              | [ 27 ] | 1914 in Ascq (Villeneuve-d'Ascq, Nord)                       | 1944 im Fort de Seclin, hingerichtet | SNCF-Mitarbeiter                                     | Voix du Nord, Réseau Gallia, Réseau Gloria SMH, Ascq-Gruppe                                             | 1944-06-07         |      |
| André Gavelle              | [ 28 ] | 1912 in Calais (Pas-de-Calais)                               | 1944 im Fort de Seclin, hingerichtet | SNCF-Mitarbeiter                                     | FTPF | 1944-08-16         |      |
| André Gay                  | [ 29 ] | 1911 in Coulomby (Pas-de-Calais)                             | 1944 im Fort de Seclin, hingerichtet | Landwirt                                             | Voix du Nord (VDN)                                                                                      | 1944-06-20         |      |
| Eugène Goupil              | [ 30 ] | 1920 in Saint-Rambert-en-Bugey (Ain)                         | 1944 im Fort de Seclin, hingerichtet | SNCF-Mitarbeiter                                     | | 1944-08-16         |      |
| André Guerlot              | [ 31 ] | 1912 in Charleroi (Belgien)                                  | 1944 im Fort de Seclin, hingerichtet | Arbeiter                                             | FTPF | 1944-06-20         |      |
| André Guiet                | [ 32 ] | 1925 in Maubeuge (Nord)                                      | 1944 im Fort de Seclin, hingerichtet | „noyauteur“ passende Übersetzung finden (Entkerner?) | FTPF | 1944-06-20         |      |
| Fernand Helbois            | [ 33 ] | 1921 in Lille (Nord)                                         | 1944 im Fort de Seclin, hingerichtet | SNCF-Mitarbeiter                                     | | 1944-07-11         |      |
| Georges Herbaut (checken!) |        |                                                              | 1944 im Fort de Seclin, hingerichtet |                                                      | | 1944-08-16         |      |
| Claude Jean                | [ 34 ] | 1924 in Orchies (Nord)                                       | 1944 im Fort de Seclin, hingerichtet | Schreiner/Tischler                                   | FTPF | 1944-08-16         |      |
| Henri Jovenaux             | [ 35 ] | 1922 in Provin (Nord)                                        | 1944 im Fort de Seclin, hingerichtet |                                                      | S.O.E. - Section F – Gruppe Buckmaster – Réseau Sylvestre Farmer                                        | 1944-08-17         |      |
| René Langlet               | [ 36 ] | 1924 in La Madeleine (Nord)                                  | 1944 im Fort de Seclin, hingerichtet | SNCF-Mitarbeiter                                     | | 1944-07-11         |      |
| Ali Laoubi                 | [ 37 ] | 1924 in Algier (Algerien)                                    | 1944 im Fort de Seclin, hingerichtet | Monteur                                              | FTPF | 1944-06-20         |      |
| Pierre Lejeune             | [ 38 ] | 1926 in Roubaix (Nord)                                       | 1944 im Fort de Seclin, hingerichtet |                                                      | FTPF | 1944-08-09         |      |
| Marcel Lesage              | [ 39 ] | 1922 in Lille (Nord)                                         | 1944 im Fort de Seclin, hingerichtet | Schrotthändler                                       | FTPF | 1944-08-16         |      |
| Léon Leserre               | [ 40 ] | 1895 in Calais (Pas-de-Calais)                               | 1944 im Fort de Seclin, hingerichtet | Chauffeur                                            | Voix du Nord (VDN), FTPF                                                                                | 1944-08-16         |      |
| Alexandre Lesne            | [ 41 ] | 1920 in Fenain (Nord)                                        | 1944 im Fort de Seclin, hingerichtet |                                                      | FTPF | 1944-08-16         |      |
| Édouard Levisse            | [ 42 ] | 1912 in Calais (Pas-de-Calais)                               | 1944 im Fort de Seclin, hingerichtet | Bergmann                                             | FTPF | 1944-08-07         |      |
| Aimable Liénard            | [ 43 ] | 1902 in Marpent (Nord)                                       | 1944 im Fort de Seclin, hingerichtet |                                                      | FTPF | 1944-06-20         |      |
| Donat Logier               | [ 44 ] | 1903                                                         | 1944 im Fort de Seclin, hingerichtet |                                                      | | 1944-08-16         |      |
| Eugène Mangé               | [ 45 ] | 1906 in Lille (Nord)                                         | 1944 im Fort de Seclin, hingerichtet | Chauffeur                                            | Voix du Nord (VDN), BOA                                                                                 | 1944-06-07         |      |
| Louis Marga                | [ 46 ] | 1898 in Louvil (Nord)                                        | 1944 im Fort de Seclin, hingerichtet | SNCF-Mitarbeiter                                     | Voix du Nord (VDN), Ascq-Gruppe                                                                         | 1944-06-07         |      |
| Henri Margot               | [ 47 ] | 1918                                                         | 1944 im Fort de Seclin, hingerichtet |                                                      | | 1944-08-16         |      |
| Raymond Monnet             | [ 48 ] | 1910 in Fretin (Nord)                                        | 1944 im Fort de Seclin, hingerichtet | Dreher bei der SNCF                                  | Voix du Nord (VDN)                                                                                      | 1944-06-07         |      |
| Jean Morel                 | [ 49 ] | 1924 in Annay-sous-Lens (Pas-de-Calais)                      | 1944 im Fort de Seclin, hingerichtet |                                                      | | 1944-08-07         |      |
| Fernand Morneau            | [ 50 ] | 1920 in Saultain (Nord)                                      | 1944 im Fort de Seclin, hingerichtet |                                                      | Réseau Mithridate-Netzwerks, FTPF                                                                       | 1944-08-24         |      |
| Adrien Moronval            | [ 51 ] | 1920 in Paris                                                | 1944 im Fort de Seclin, hingerichtet | Arbeiter                                             | FTPF | 1944-06-20         |      |
| Georges Nobled             | [ 52 ] | 1906                                                         | 1944 im Fort de Seclin, hingerichtet |                                                      | | 1944-08-16         |      |
| Claude Olivier             | [ 53 ] | 1924 in Marpent (Nord)                                       | 1944 im Fort de Seclin, hingerichtet |                                                      | FTPF | 1944-06-20         |      |
| Georges Philippot          | [ 54 ] | 1911 in Iviers (Aisne)                                       | 1944 im Fort de Seclin, hingerichtet |                                                      | Réseau Sylvestre Farmer                                                                                 | 1944-08-16         |      |
| Adolphe Picquet            | [ 55 ] | 1881 in Senninghem (Pas-de-Calais)                           | 1944 im Fort de Seclin, hingerichtet |                                                      | OCM | 1944-00-00         |      |
| André Quinzin              | [ 56 ] | 1922 in Recquignies (Nord)                                   | 1944 im Fort de Seclin, hingerichtet |                                                      | FTPF | 1944-06-20         |      |
| Gaston Quinzin             | [ 57 ] | 1898 in Recquignies (Nord)                                   | 1944 im Fort de Seclin, hingerichtet |                                                      | FTPF | 1944-06-20         |      |
| Jules Rieu                 | [ 58 ] | 1922 in Orchies (Nord)                                       | 1944 im Fort de Seclin, hingerichtet | Mechaniker                                           | FTPF | 1944-08-16         |      |
| Jean Rohr                  | [ 59 ] | 1918 in Anzeling (Mosel)                                     | 1944 im Fort de Seclin, hingerichtet | Elektroingenieur                                     | Réseau Zéro-France                                                                                      | 1944-07-04         |      |
| Paul Ronval                | [ 60 ] | 1922 in Recquignies (Nord)                                   | 1944 im Fort de Seclin, hingerichtet |                                                      | FTPF | 1944-00-00         |      |
| Clovis Roussel             | [ 61 ] | 1924 in Lapugnoy (Pas-de-Calais)                             | 1944 im Fort de Seclin, hingerichtet | Eisenbahner                                          | FTPF | 1944-07-04         |      |
| Louis Roussel              | [ 62 ] | 1891 in Auchel (Pas-de-Calais)                               | 1944 im Fort de Seclin, hingerichtet | Zugbegleiter                                         | FTPF | 1944-07-04         |      |
| René Stahl                 | [ 63 ] | 1913 in Sainte-Marie-aux-Mines (Oberrhein)                   | 1944 im Fort de Seclin, hingerichtet |                                                      | Réseau Mithridate                                                                                       | 1944-08-24         |      |
| Robert Trenson             | [ 64 ] | 1924 in Lambersart (Nord)                                    | 1944 im Fort de Seclin, hingerichtet | Heizungsinstallateur                                 | FTPF | 1944-07-11         |      |
| Emery Van Becelaere        | [ 65 ] | 1912 in La Madeleine (Nord)                                  | 1944 im Fort de Seclin, hingerichtet |                                                      | | 1944-08-16         |      |
| Maurice Vanoutrève         | [ 66 ] | 1904 in Marquette (Nord)                                     | 1944 im Fort de Seclin, hingerichtet | Anstreicher, Maler                                   | KPF(?)                                                                                                  | 1944-08-16         |      |
| Robert Vecchierini         | [ 67 ] | 1901 in Paris                                                | 1944 im Fort de Seclin, hingerichtet | Richter, stellvertretender Staatsanwalt              | Réseau Mithridate                                                                                       | 1944-08-24         |      |
| Robert Verrier             | [ 68 ] | 1908 in Saint-Quentin (Aisne)                                | 1944 im Fort de Seclin, hingerichtet | tamiseur-doseur (Brauchbare Übersetzung gesucht)     | FTPF | 1944-08-07         |      |
| Lucien Viseur              | [ 69 ] | 1923 in Wasquehal (Nord)                                     | 1944 im Fort de Seclin, hingerichtet |                                                      | | 1944-08-17         |      |

## Museum
Seit Oktober 2003 haben die Eigentümer ein Museum eingerichtet. Es zeigt Exponate zu Artillerie, Kavallerie und Infanterie von 1870 bis 1920, die meisten davon aus dem Ersten Weltkrieg.